# Ross Tokely
Ross Tokely (Aberdeen, 8 maart 1979) is een Schotse voetballer (verdediger) die sinds 1996 voor de Schotse eersteklasser Inverness CT uitkomt. Tokely speelt al zijn gehele profcarrière bij Inverness CT en heeft al meer dan 400 wedstrijden voor deze club gespeeld.